# Station Cisie
Station Cisie is een spoorwegstation in de Poolse plaats Cisie.